# Madge Adam
Madge Gertrude Adam (6 mars 1912 - 25 août 2001) est une astronome britannique. Elle est connue pour son travail sur la nature des taches solaires et leur champ magnétique.
Elle est diplômée de la Hall Cross Academy (en).
Elle est lecturer au département d'astrophysique de l'université d'Oxford, 1937-1979 . Elle est fellow de la Royal Astronomical Society.  